# صلصة البولونيز
الصلصلة البولونية (وفي النقل الحرفي صلصلة: بولونيز) (بالإنجليزية: Bolognese sauce)‏ هي صلصة أساسها اللحم تقدم مع المعكرونة، ظهرت في مدينة بولونيا بإيطاليا. تقدم تقليدياً مع معكرونة التَّليَتلّة وهي إحدى نوعي الصلصات المستخدمة في اعداد اللازانيا بالبولونيز. 
يعتقد أحياناً أن الصلصة البولونية هي صلصة الطماطم، لكن في في الواقع الكثير من وصفات هذه الصلصة تحتوي على كمية قليلة من مركز الطماطم.

## الأصل والعادات
تعود أصول الصلصة البولونية إلى القرن الخامس ميلادي على الأقل. تمت إضافة كمية معجون الطماطم إلى الوصفات التقليدية لهذه الصلصة بعد اكتشاف العالم الجديد.
تم تسجيل الوصفة التقليدية الصلصة البولونية في عام 1982 من قبل الأكاديمية الإيطالية للمطبخ، وتتكون من اللحم، لحم الخنزير المقدد، البصل، الجزر، الكرفس (سيقان الكرفس)، معجون الطماطم، مرق اللحم، النبيذ الأحمر الجاف، الحليب بالإضافة إلى الملح والفلفل حسب الذوق.
في جميع الأحوال، يوجد تنوعات لوصفة الصلصة البولونية باستخدام مكونات أخرى حسب الأقاليم التي تعد فيها، وحتى في العادات البولونية. يستخدم البعض لحم الخنزير المفروم في الوصفة أو مقانق الخنزير، كما يتم إضافة كبد الدجاج مع لحم البقر أو العجل للمناسبات الخاصة، وحالياً يستخدم العديد من الطهاة الزبدة وزيت الزيتون لطهي الخضار في الوصفة. كما يضيف البعض السجق، المورتديلا أو الفطر إلى الصلصة لإغنائها. ووفق «كتاب الطبخ الإيطالي الكلاسيكي» لمارتشيلا هازان، فإنه كلما طالت فترة طهي الصلصة يتم الحصول على نتيجة أفضل، بحيث لا يستغرب أن يتم طهيها على نار هادئة لفترة تتراوح بين 5 إلى ستة ساعات.
يقدم سكان إقليم بولونيا في إيطاليا الصلصة البولونية مع معكرونة التَّليَتلّة التي يستخدم البيض في اعدادها، كما تقدم مع اللازانيا الخضراء التقليدية لديهم. جدير بالذكر أن الإيطاليين لا يقدمون الصلصة البولونية مع معكرونة السباغيتي، وانما يتم استخدامها مع أنواع المعكرونة الأعرض التي تتماشى بشكل أفضل مع الصلصة السميكة. في إيطاليا، تحرك الصلصة مع المعكرونة للحصول على نكهة أفضل ولا توضع فوق المعكرونة كما هو منتشر في البلدان والأماكن الأخرى.

## اليوم العالمي للمطابخ الإيطالية – يوم الصلصة البولونية 2010
في يوم الأحد الموافق 17 كانون الثاني عام 2010 ميلادي، قام 450 طاهي من المطابخ الإيطالية في 50 دولة باعداد الصلصة البولونية وفق الوصفة الأصلية من أجل تعزيز تقديم معكرونة التَّليَتلّة مع الصلصة البولونية.
لا تقوم الصحف والمنشورات العالمية بالاستناد إلى وصفة الأكاديمية الإيطالية للمطبخ، وانما غالباً ما يقومون بنشر صور الصلصة البولونية مقدمة مع معكرونة السباغيتي.

## صلصة اللحم بولونيز الكلاسيكية
قامت الأكاديمية الإيطالية للمطبخ بتسجيل وصفة البولونيز الأصلية في غرفة تجارة بولونيا يوم 17 تشرين الأول من عام 1982 في قصر البضائع.
الوصفة التالية يتم نشرها وفق تسجيل الأكاديمية الإيطالية للمطبخ.
المكونات
• 300 غرام من لحم البقر (رقائق رفيعه)
• 150 غرام من لحم الخنزير مع الدهن المقدد
• 50 غرام جزر
• 50 غرام من سيقان الكرفس
• 50 بصل
• 5 ملاعق من صلصة الطماطم أو ثلاث وحدات 20 غرام من معجون الطماطم
• 1 كأس حليب (250 مل)
• نصف كأس من النبيذ الأحمر أو الأبيض الجاف
• ملح وفلفل، حسب الذوق
طريقة الإعداد
يتم قطع بناتشيتا الخنزير إلى مربعات صفيرة ويتم اذابتها في مقلاة. ثم يتم فرم الخضروات (الجزر، البصل والكرفس) وقليها حتى تصبح طرية.
عند هذه النقطة يتم إضافة اللحم إلى المقلاة مع التحريك حتى تصل إلى نقطة النضوج. بعد ذلك يضاف النبيذ وصلصة (أو معجون) الطماطم مع القليل من مرق اللحم، وتترك على نار هادئة لمدة ساعتين.
يضاف الحليب بالتدريج عند اقتراب نهاية الطهي، مع الملح والفلفل حسب الذوق. من الملاحظ أن هذه الوصفة لا تحتوي على الثوم أو الأعشاب.
عند اعداد الوصفة متناسبة مع التقاليد الإسلامية، يتم الاستعاضة عن النبيذ بعصير العنب الأحمر، كما يتم الاستغناء عن لحم الخنزير.

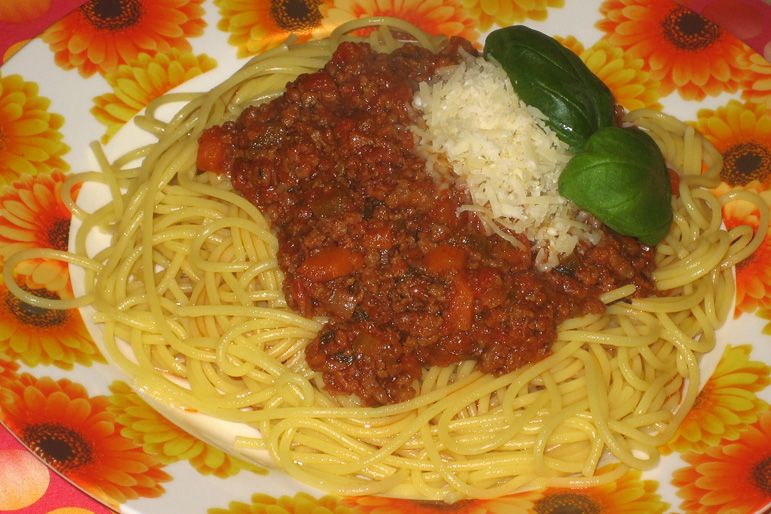
معكرونة سباغيتي مع الصلصة البولونية.

## معكرونة سباغيتي بالصلصة البولونية
ينتشر في خارج إيطاليا، وصفة سباغيتي بالصلصة البولونية أو سباغيتي بولونيز، حيث تقدم الصلصة البولونية على معكرونة السباغيتي مع كمية من جبنة البارميزان المبشورة.
تتكون هذه الصلصة من اللحم البقري المفروم، الطماطم، البصل، البهارات مع إمكانية إضافة خضروات اضافية مثل الجزر، الكرفس والجزر الأبيض.
بالرغم من شهرة وصفة سباغيتي البولونيز خارج إيطاليا، فانها لم تكن متواجدة أبداً في مدينة بولونيا الإيطالية.
في العقود الأخيرة، أصبح هذا الطبق ذو شعبية كبيرة في أستراليا، ألمانيا، السويد، فنلندا، الدانمارك، النروج وبريطانيا، خصوصاً بين الأطفال.في بعض الأحيان في الولايات المتحدة، يطلق اسم «بولونيز» على الصلصة المكونة من الطماطم واللحم المفروم، والمشابهة قليلاً لصلصة اللحم في مدينة بولونيا بإيطاليا.